# Комиссия ООН по устойчивому развитию
Комиссия ООН по устойчивому развитию (КУР) была создана в декабре 1992 года Резолюцией Генеральной Ассамблеи ООН A/RES/47/191 в качестве функциональной комиссии  ЭКОСОС ООН с целью реализации всемирного соглашения, достигнутого в июне 1992 г. на саммите в Рио-де-Жанейро, посвященном вопросам защиты окружающей среды.

## КУР 1
КУР 1, Организационная сессия Комиссии по устойчивому развитию   (недоступная ссылка с 13-05-2013 [4315 дней] — история) была проведена в июне 1993 года. Организационная сессия была посвящена широкому кругу организационных и административных вопросов, отраженных в следующих тематиках документов Комиссии :
- Привлечение средств в бюджет проектов решений,
- Создание предварительной повестки дня и многолетней программы работы
- Национальная отчетность по реализации данного соглашения
- Обмен информацией с донорами
- Координация действий ООН в вопросах окружающей среды в партнерстве с международными организациями
- Координация данных по развитию
- Прогресс в области экологически безопасных трансферов технологий
- Начальные финансовые обязательства и поступления
- Правительственная информация о финансовых обязательствах
- Срочные и основных возникающие вопросы
- ЮНКТАД и реализация данного соглашения
- Программа ООН по окружающей среде и реализация данного соглашения
- Вопросы, касающиеся будущей работы Комиссии по устойчивому развитию
- Руководство по подготовке национальных отчетов
- Многолетняя программа работы
- Финансовые обязательства и финансовые потоки
- Интеграция устойчивого развития в системе ООН

## КУР 5
В Пятой сессии КУР, основное внимание Комиссии по устойчивому развитию было  направлено на подготовку к Пятилетнему обзору Саммита Земли 1992 года, которое приняло форму 19-й специальной сессии Генеральной Ассамблеи, состоявшейся в штаб-квартире ООН в Нью-Йорке.

## КУР 10
На своей Десятой сессии Комиссия по устойчивому развитию выступала в качестве Подготовительного комитета  (недоступная ссылка с 13-05-2013 [4315 дней] — история) Всемирного саммита  (недоступная ссылка с 13-05-2013 [4315 дней] — история) по устойчивому развитию, состоявшегося в Йоханнесбурге в декабре 2002 года.

## КУР 12
Двенадцатая сессия Комиссии по устойчивому развитию является первой основной сессией со времен КУР 11 в Йоханнесбурге -  она являлась организационной сессией, направленной на установление приоритетов и повестки дня  для второго десятилетнего цикла Комиссии. В нижеследующем тексте приводятся отрывки из речи Председателя Берге Бренде, норвежского министра окружающей среды для описания организации работы в ходе КУР 12 
Первые три дня КУР 12 будут подготовительным совещанием для десятилетнего обзора Барбадосской программы действий (БПД) по обеспечению устойчивого развития малых островных развивающихся государств.
Основная часть КУР-12 будет уделяться вопросам водоснабжения, санитарии и человеческих поселений. "Было принято решение на КУР 11 сосредоточить своё внимание на первом цикле осуществлению решений в области водоснабжения, санитарии и населенных пунктов, что свидетельствует о срочности решения вопросов, выраженного международным сообществом.

Сегодня заболевания, передающееся через воду, убивают одного человека каждые десять секунд, детей в подавляющем большинстве , и примерно каждый второй  африканец к югу от Сахары и трое из пяти выходцев из Южной Азии не имеют надлежащих санитарных условий. Общее число людей, живущих в трущобах, близко к 930 миллионам и продолжает расти ускоренными темпами.

## КУР 16
Председателем Комиссии является Г-н Фрэнсис Нхема, министр окружающей среды и туризма Зимбабве.

## КУР 18
18-я сессия прошла в Нью-Йорке в мае 2010 года, с упором на транспорт, химические вещества, управление отходами, горнодобывающую промышленность, и 10-летние рамочные программы в области устойчивого потребления и производства.